# Refuge du Lac-Blanc (Savoie)
Pour les articles homonymes, voir Refuge du Lac-Blanc.
Le refuge du Lac-Blanc est un refuge situé en France dans le département de la Savoie en région Auvergne-Rhône-Alpes.
Le refuge se trouve à 2 300 mètres d'altitude dans le massif de la Vanoise, dans la commune de Val-Cenis.

## Caractéristiques et informations
Ce refuge est ouvert durant la saison estivale. Sa capacité d'accueil est de 18 places.

## Accès
Pour accéder au refuge du Lac-Blanc, il faut se rendre au parking de Bellecombe. Ensuite, entamer une marche vers l'ouest en direction du lac Blanc. La durée du parcours est d'environ une demi-heure.

## Particularités
Du refuge on peut observer en contrebas le lac Blanc, puis le torrent du Doron de Termignon, ainsi que les glaciers de la Vanoise.